# Chemins vers Lénine
Pour plus de détails, voir Fiche technique et Distribution.
Chemins vers Lénine (Unterwegs zu Lenin en allemand, На пути к Ленину en russe) est un film soviéto-est-allemand réalisé par Lucia Ochrimenko et Günter Reisch, sorti en 1969. Ce film historique est une adaptation des mémoires de l'écrivain est-allemand Alfred Kurella.

## Synopsis
Été 1919. De retour de RSFS de Russie en Allemagne avec d'anciens prisonniers de guerre, le spartakiste allemand Viktor Kleist se souvient des événements des 4 derniers mois. 
Au début de 1919, à Munich, alors qu'il prend la parole lors d'un rassemblement funéraire pour Kurt Eisner, un ministre de la république des conseils de Bavière, Victor est arrêté sous la fausse accusation d'avoir assassiné un autre ministre bavarois. Kleist parvient à s'échapper et à se rendre à Berlin, où il se retrouve dans un nid d'anarchistes et débat avec eux. Sur les instructions du parti communiste, qui est entré dans la clandestinité, lui et ses camarades Martin et Georges traversent la Lituanie et se rendent à Moscou avec des lettres pour Lénine. Sur place, au Comité central du Komsomol, il est invité à participer à l'élaboration d'un programme pour la prochaine Conférence internationale de la jeunesse socialiste. À Moscou, il cherche à rencontrer Lénine et discute d'un plan pour la création de l'Internationale des jeunes communistes. Cette rencontre détermine la vie du révolutionnaire communiste allemand pour le reste de sa vie.

## Fiche technique
- Titre original allemand : Unterwegs zu Lenin
- Titre original russe : На пути к Ленину
- Titre français : Chemins vers Lénine[2]
- Réalisateur : Günter Reisch, Lucia Ochrimenko
- Scénario : Evgueni Gabrilovitch, Helmut Baierl (de)
- Photographie : Jürgen Brauer (de), Valeri Vladimirov
- Montage : Monika Schindler
- Musique : Karl-Ernst Sasse
- Sociétés de production : Deutsche Film AG, Mosfilm
- Pays de production :  Allemagne de l'Est,  Union soviétique
- Langue de tournage : allemand, russe
- Format : Noir et blanc - 2,35:1 - Son mono - 35 mm
- Durée : 106 minutes (1h46)
- Genre : Film historique
- Dates de sortie :
  - Union soviétique : 1969
  - Allemagne de l'Est : 16 avril 1970

## Distribution
- Gottfried Richter (de) : Viktor Kleist
- Mikhaïl Oulianov : Vladimir Ilitch Lénine
- Helmut Habel : Martin
- Lev Krougli (ru) : George
- Heidemarie Wenzel (de) : Lore
- Inge Keller : Mme von Roettger
- Helga Göring : Mme Kleist
- Erika Pelikowsky (de) : la mère de George
- Norbert Christian (de) : le juge d'instruction
- Jörg Gillner (de) : Harry Motsch
- Hans-Joachim Hanisch (de) : Lieutenant Vogel
- Anna Prucnal : la standardiste
- Winfried Glatzeder : Rolf Rosenow
- Gleb Strijenov (ru) : le commissaire
- Dieter Mann (de) : un jeune ouvrier
- Horst Hiemer : Camarade Wolf
- Hans Klering (de) : le vieil homme dans l'escalier
- Vladimir Kouznetsov : Oskar Rivkin
- Christiane Lanzke (de) : la fille
- Hans-Peter Reinecke : le petit soldat
- Lev Dourov : Kusma Sucharin